# Пиня из Жмеринки

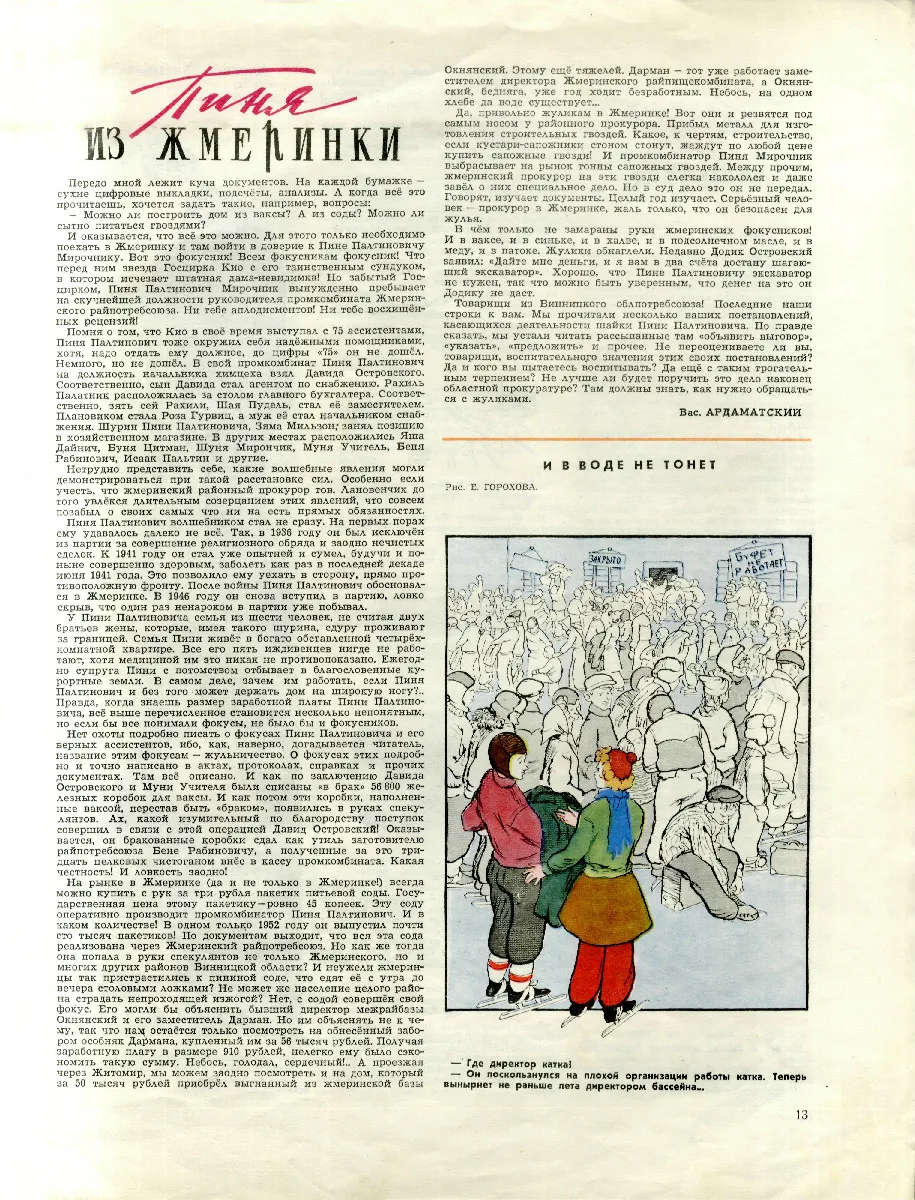
Публикация в журнале «Крокодил» 20 марта 1953 года

«Пиня из Жмеринки» — фельетон советского писателя Василия Ардаматского, опубликованный в журнале «Крокодил» 20 марта 1953 года.
Публикация состоялась на пике сфабрикованного «Дела врачей» уже после смерти Сталина. Большинство обвиняемых по этому делу были евреями. Фельетон получил известность в связи с его антисемитской направленностью.

## Сюжет
Главным героем фельетона является Пиня Палтинович Мирочник из Жмеринки, который работает руководителем промышленного комбината райпотребсоюза. По сюжету он принимает на работу на все ответственные должности людей с еврейскими фамилиями и их родственников. Мирочник перед войной был исключён из коммунистической партии, в которую пробрался в послевоенные годы обманным путём. Всю войну он находился в тылу. Два его брата проживают за границей, а сам он построил себе и своей семье шикарный дом.
В фельетоне описывается массовое жульничество на промкомбинате и выгоды, получаемые от этого жульничества Мирочником и его сообщниками. Доказательством написанному называется «куча документов», лежащая перед автором фельетона. Завершается фельетон требованием к областной прокуратуре подтвердить изложенные факты.

## Реакция современников
Реакция на фельетон проявилась практически сразу. Согласно ряду свидетельств современников, Ардаматский получил от коллег ироническое прозвище «Пиня».
Григорий Свирский писал в воспоминаниях:
Стоило Ардаматскому показаться в дверях московского Дома актёра или Дома кино, как кто-либо непременно портил ему аппетит: — А вот и сам Пиня Ардаматский! Василий Ардаматский тут же скрывался.
Негативное отношение российских писателей к Ардаматскому проявилось также во время выборов в правление Союза московских писателей. Евгений Евтушенко сказал по этому поводу
Я не понимаю, у кого могла подняться рука выставлять Василия Ардаматского. Меня не устраивает его общественное лицо. Человек этот написал антисемитскую вещь — «Пиня из Жмеринки».
В результате кандидатуру Ардаматского сняли с рассмотрения без обсуждения.

## Отзывы и оценки
Поэт и литературовед Дмитрий Быков пишет, что Ардаматский прославился этим фельетоном — «чистейшим образчиком антисемитизма». «Знаменитым» антисемитским фельетоном называют произведение Ардаматского литературный критик и искусствовед Михаил Золотоносов и политолог Эмиль Паин. Филолог Георгий Хазагеров считает, что фельетон был адресован носителям бытового антисемитизма. Историк Александр Некрич считает, что антисемитское содержание фельетона буквально через несколько лет после завершения Нюрнбергского процесса над нацистами опозорило журнал «Крокодил».
Политолог, историк журналистики Дмитрий Стровский отмечает, что в самом фельетоне нет каких-либо доказательств, подтверждающих махинации Пини и его окружения. Литературный критик и историк культуры Владимир Порудоминский считает, что автор писал не выезжая из Москвы — по доносу, присланному с места.
Порудоминский рассматривает целый перечень публикаций этого периода, увенчанный фельетоном Ардаматского. По его оценке, определённо талантливый в жанре фельетона «автор создавал … заданную систему, как паяют по схеме прибор из типовых деталей. Не случайно название фельетона тотчас сделалось нарицательным … и было подхвачено и антисемитами и самими евреями». А в целом этот ряд публикаций по мнению Порудоминского, был призван напомнить читателю образ врага — еврея.
А. В. Малинкина в статье, посвящённой формированию общественного мнения в СССР в период «Дела врачей», отмечает, что «установочным» материалом с обвинением евреев в махинациях был опубликованный 7 февраля 1953 года в газете «Правда» фельетон «Простаки и проходимец». За ним в СМИ прошла лавина аналогичных публикаций, «посвященных разоблачению тайных тёмных дел лиц с еврейскими фамилиями». И самой известной из этих публикаций стал фельетон Ардаматского.
Историк русской литературы и культуры Евгений Добренко назвал образ Пини из Жмеринки «бессмертным», в котором автор собрал все приёмы антисемитского фельетона. Добренко считает фельетон типичным публичным доносом того времени, сохраняющим при этом черты непубличного жанра: бездоказательные обвинения, инсинуации, намеки и огульные выводы. Так же, как и Порудоминский, обобщая рассмотрение ряда подобных публикаций этого периода, критик пишет, что будучи «бессюжетными» и «бессобытийными» эти тексты несли единственную функцию — быть новым маркером антиеврейской политики.